# Данвуди (Джорджия)
Данвуди (англ. Dunwoody) — город в округе Де-Калб в штате Джорджия в Соединённых Штатах Америки.
Согласно данным переписи населения США 2020 года число жителей города составляло 51 683 человека.

## История
Район Данвуди был основан в начале 1830-х годов и назван в честь майора Чарльза Данводи (1828–1905). Дополнительная буква «о» была добавлена из-за неправильного написания имени на банковской купюре. Данводи сражался на стороне Конфедератов во время Гражданской войны в США.
Поздно вечером 8 апреля 1998 года мощный торнадо пронесся по Данвуди и окрестностям, пройдя с востока на северо-восток от центра и в округ Гвиннетт. Тысячи домов были повреждены, сотни серьезно, а несколько десятков были признаны негодными для проживания. Кроме того, были повалены десятки тысяч местных лесных деревьев. Подавляющее большинство повреждений торнадо произошло здесь, из-за чего его стали называть «торнадо Данвуди».
Другой сильный торнадо произошёл здесь в 2008 году, на этот раз сильнее всего пострадал город Атланта.

## География
По данным Бюро переписи населения США, Данвуди имеет общую площадь 13,2 квадратных миль (34,1 км2), из которых 12,9 квадратных миль (33,5 км2) — это суша и 0,23 квадратных мили (0,6 км2 или 1,72%) — водная поверхность.